# 笹本寅

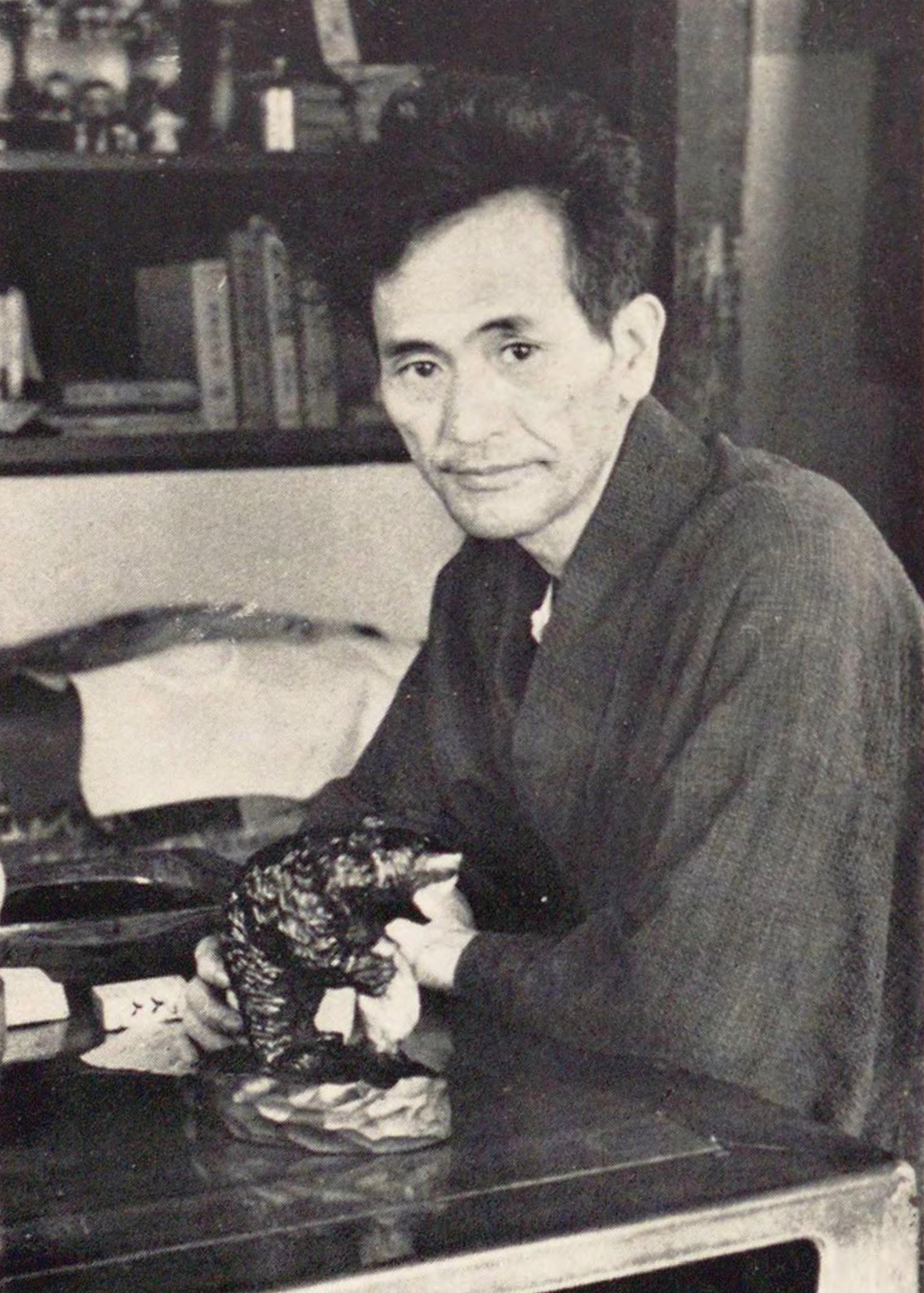
笹本寅（1955年ごろ）

笹本 寅（ささもと とら、1902年5月25日 - 1976年11月20日）は、日本の作家。
佐賀県唐津市生まれ。唐津中学中退後、1921年荏原中学を卒業し、1924年頃、東洋大学中退。唐津日日新聞社を経て、1925年に春秋社に入社、中里介山『大菩薩峠』の刊行(角川文庫版の巻末解説も担当)や、八住利雄を担当する。
1931年、時事新報社入社、文芸部・社会部に在籍した後1934年退社、文芸主任だった。
1936年、週刊朝日に「海舟と按摩」を発表し作家デビュー。
1939年、海音寺潮五郎らと同人誌『文学建設』を創刊し、1941年「会津士魂」で第1回野間文芸奨励賞を受賞する。戦後は中里介山についての書籍を出版するなどした。
1976年11月20日9時53分、八王子市柚木病院で脳動脈硬化症により74歳で死去。

## 親族
- 次兄は笹本甲午[10][11]。
- 後述のように義姉が木村時子。
- 笹本の妻つるは佐野周二の姉にあたる[12]。

### 笹本甲午
- 1894年5月21日-1921年8月21日、脳脊髄膜炎で死去、早稲田大学英文科卒[13]。
- 森鷗外に翻訳の相談をしている[14]。
- 有楽座時代の水谷八重子は毎晩出番を待っていると眠くなってうとうとしたが、甲午に起こしてもらっていた[15]。
- 1916年、高松榮子が弟子入りする[16]。
- 1918年木村時子と結婚する[17][18]。
- 笹本甲午と木村時子たちをモデルにした『浅草の灯』という劇が後に制作された[17]。
- 甲午は1921年に個人の資格で国立劇場設立請願書を貴族院全議員に発送している[19]、鳩山一郎も賛同した[20]。
- 甲午は浅草に来てまもなく急死、長男の嵐[21]は産経時事(産経新聞編集局とも[17])の記者となった[22]。
- 片倉工業株式会社社長の安田義一の父の友人が笹本甲午だった[23]。
- 花柳章太郎は友人笹本甲午を通じて、新劇の若手に何となく親近感を抱いていて、その笹本を通じて笹本同様早稲田大学の沢田正二郎と知り合った[24]。
- 沢田とは劇の将来について論じあい、沢田からは「笹本君を通じて、君と親しく話してみたいと思っていた。」と言われた[25]。
- 文芸協会演劇研究所三期生の笹本も卒業後は花柳同様喜多村一門に入った。[26]。
- 里見明は浅草オペラ時代に二代目笹本甲午と呼ばれた[27]。

## 著書
- 文壇郷土誌 プロ文学篇 公人書房 1933
- 文壇手帖 橘書店 1934
- 維新の蔭 八紘社 1939
- 会津士魂 博文館 1941 のち春陽堂文庫、のち河出書房
- 小説葉隠 大日本雄弁会講談社 1941.12
- 士法兵法 室戸書房 1942
- 刀痕菩薩 春陽堂文庫 1943
- 渡辺崋山 芸術の殉教者 偕成社 1954 (偉人物語文庫)
- さむらい物語 逸話の泉 河出新書 1955
- 化粧伝奇 河出新書 1955
- 中里介山 大菩薩峠 河出書房 1956
- 鎮西町史　鎮西町史編纂委員会 1962[28]
- 文壇人物誌 冬樹社 1980.10